# Canarische scholekster
De Canarische scholekster (Haematopus meadewaldoi) is een uitgestorven vogel uit de familie van de scholeksters (Haematopodidae). Deze soort kwam tot ongeveer 1940 voor op de Canarische eilanden, een archipel in de Atlantische Oceaan, ten westen van Marokko en de Westelijke Sahara.

## Herkenning
De vogel was 43 cm lang en geheel zwart. De soort leek sterk op de eveneens geheel zwarte Afrikaanse zwarte scholekster (Haematopus moquini), maar had kortere vleugels en een langere snavel. De zwart gekleurde scholeksters uit Noord- en Zuid-Amerika zijn donkerbruin tot roetzwart. Deze soort werd ook wel als een ondersoort van de Afrikaanse zwarte scholekster beschouwd.

## Uitgestorven soort
De vogel werd in 1913 door de Britse ornitholoog David Armitage Bannerman beschreven en als eerbetoon genoemd naar zijn collega en landgenoot Edmund Gustavus Bloomfield Meade-Waldo (1855-1934) . Het was een endemische vogelsoort van  de eilanden Fuerteventura, Lanzarote en omliggende rotseilandjes. De vogel stierf rond 1940 uit. Waarnemingen uit de jaren 1968 en 1981 bleven onzeker omdat het verschil met de Afrikaanse zwarte scholekster lastig te zien is.
In het getijdengebied langs de stranden van de eilanden werd het leefgebied te vaak verstoord door onder andere de visserij op schelpdieren. Mogelijk speelde ook predatie door katten en ratten een rol bij deze op de grond broedende steltlopers.